# 천안고등학교
천안고등학교(天安高等學校)는 대한민국 충청남도 천안시 동남구 봉명동에 위치한 사립 고등학교이다. 

## 학교 연혁
- 1951년 12월 3일 : 학교법인 계광학원 설립인가
- 1954년 2월 19일 : 계광고등학교 3학급 설립인가
- 1954년 4월 15일 : 천안시 오룡동 61번지에서 개교(서광벽 초대 교장 취임)
- 1955년 6월 30일 : 천안시 봉명동 83번지로 교사 이전
- 1959년 4월 17일 : 계광고등학교를 천안고등학교로 교명 변경
- 2000년 10월 18일 : 30학급으로 학칙 변경
- 2022년 9월 1일 : 제9대 이견하 교장 취임
- 2023년 7월 1일 : 제12대 서심석 이사장 취임
- 2024년 1월 5일 : 제68회 졸업식(졸업생 310명, 총 23,692명)
- 2024년 3월 4일 : 2024학년도 71회 입학식(375명)

## 갤러리

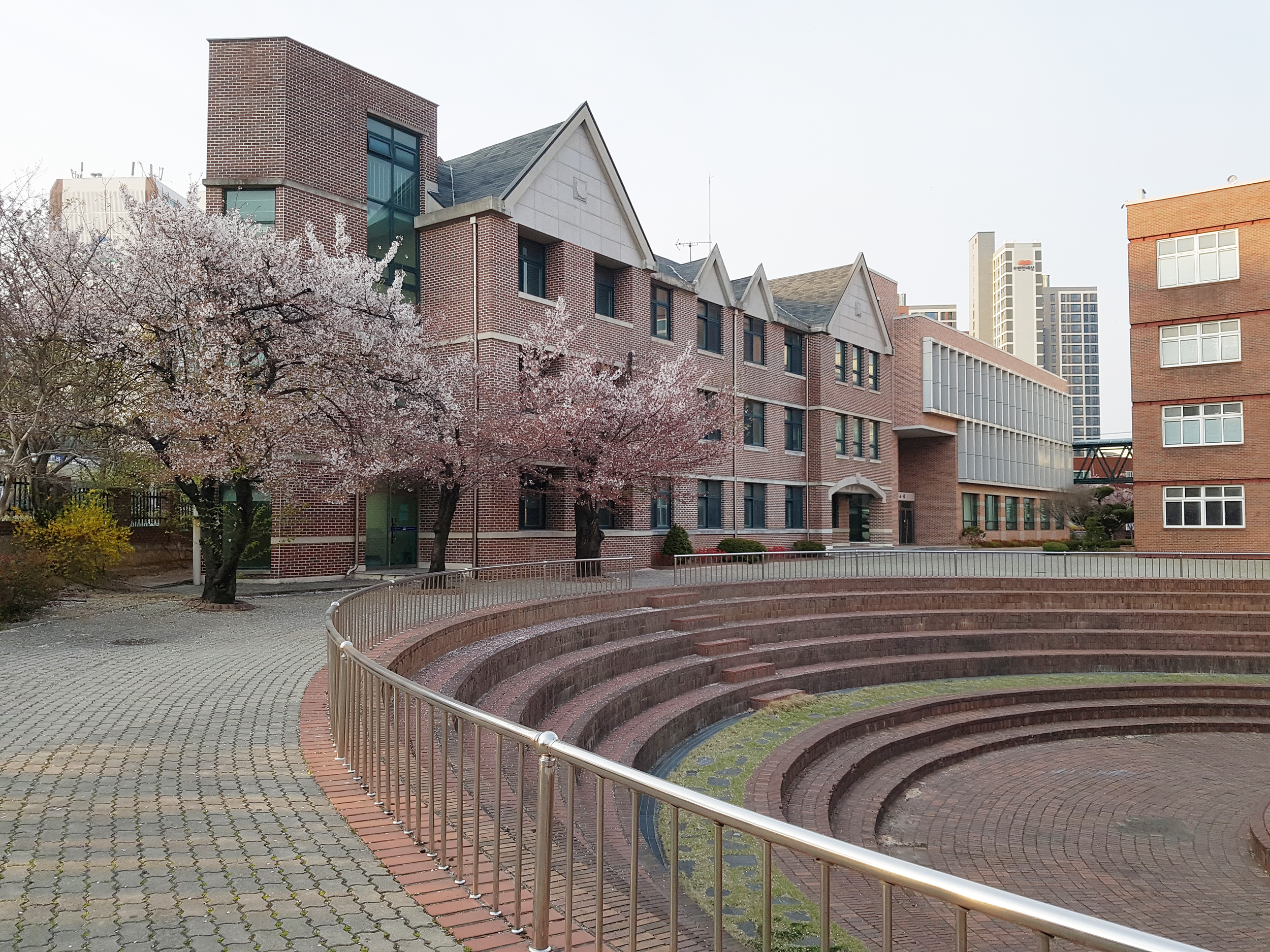
천안고등학교 기숙사 노천극장
천안고J&C홀
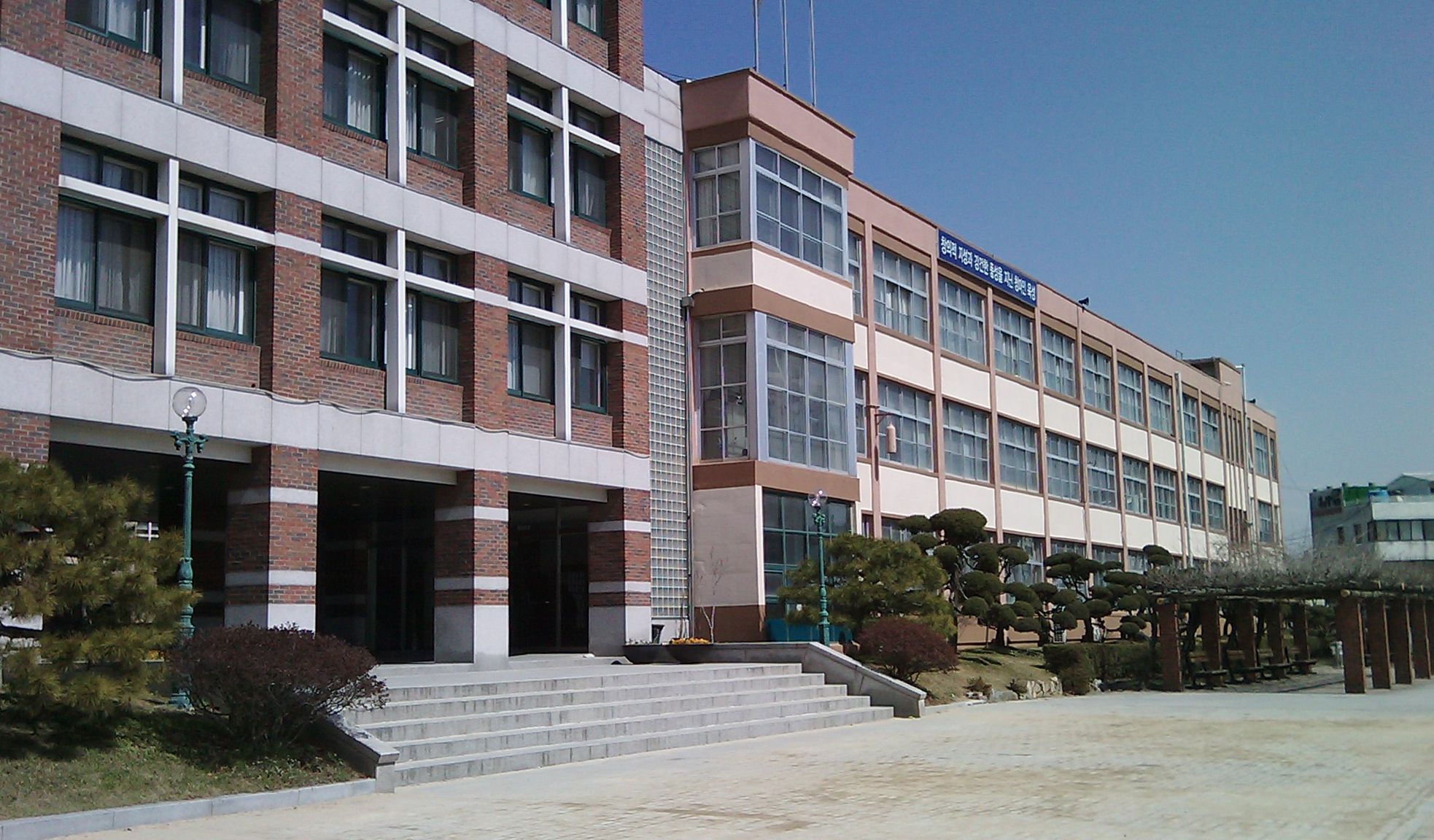
천안고등학교 정문
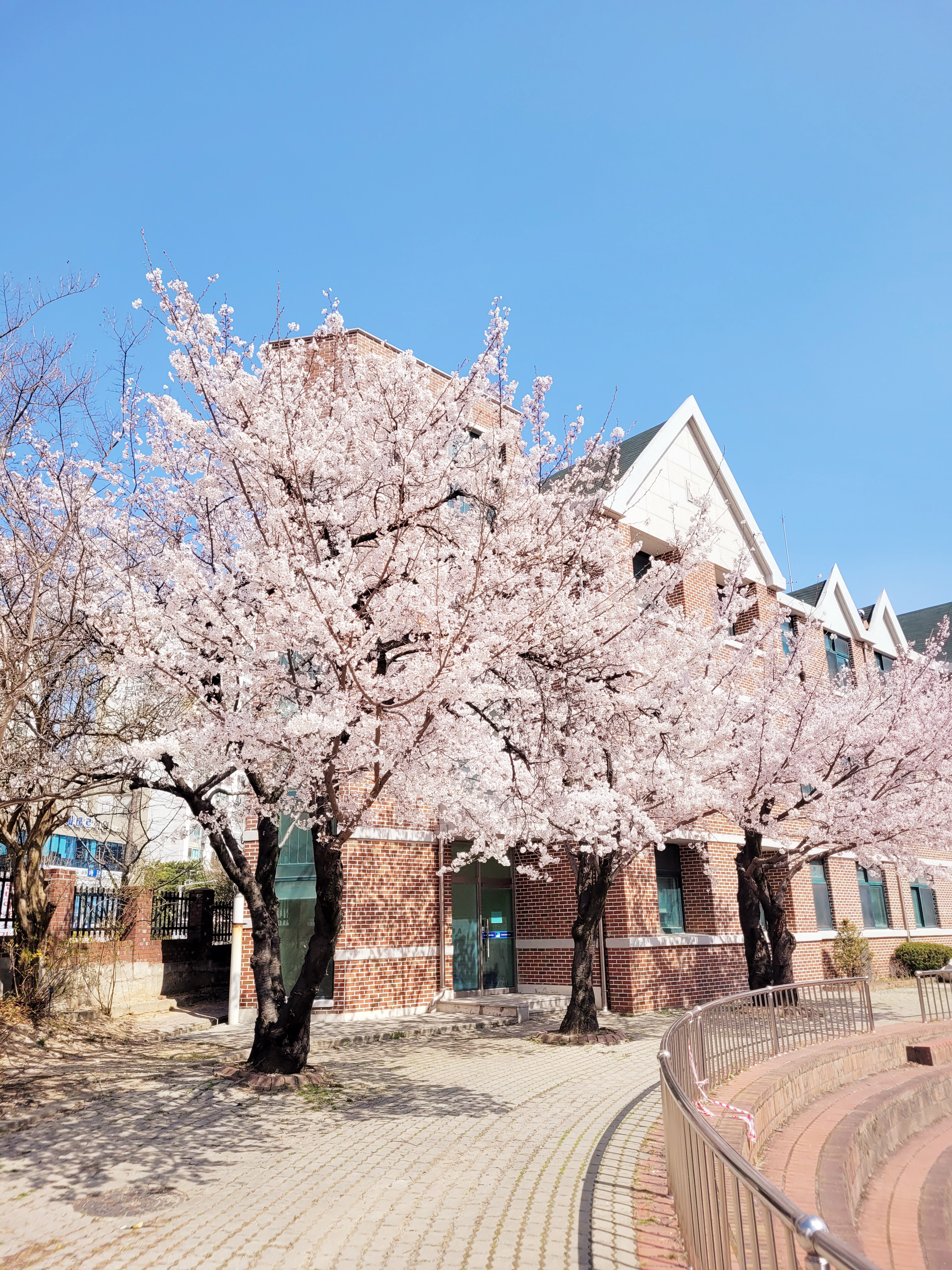
천안고등학교 기숙사 앞
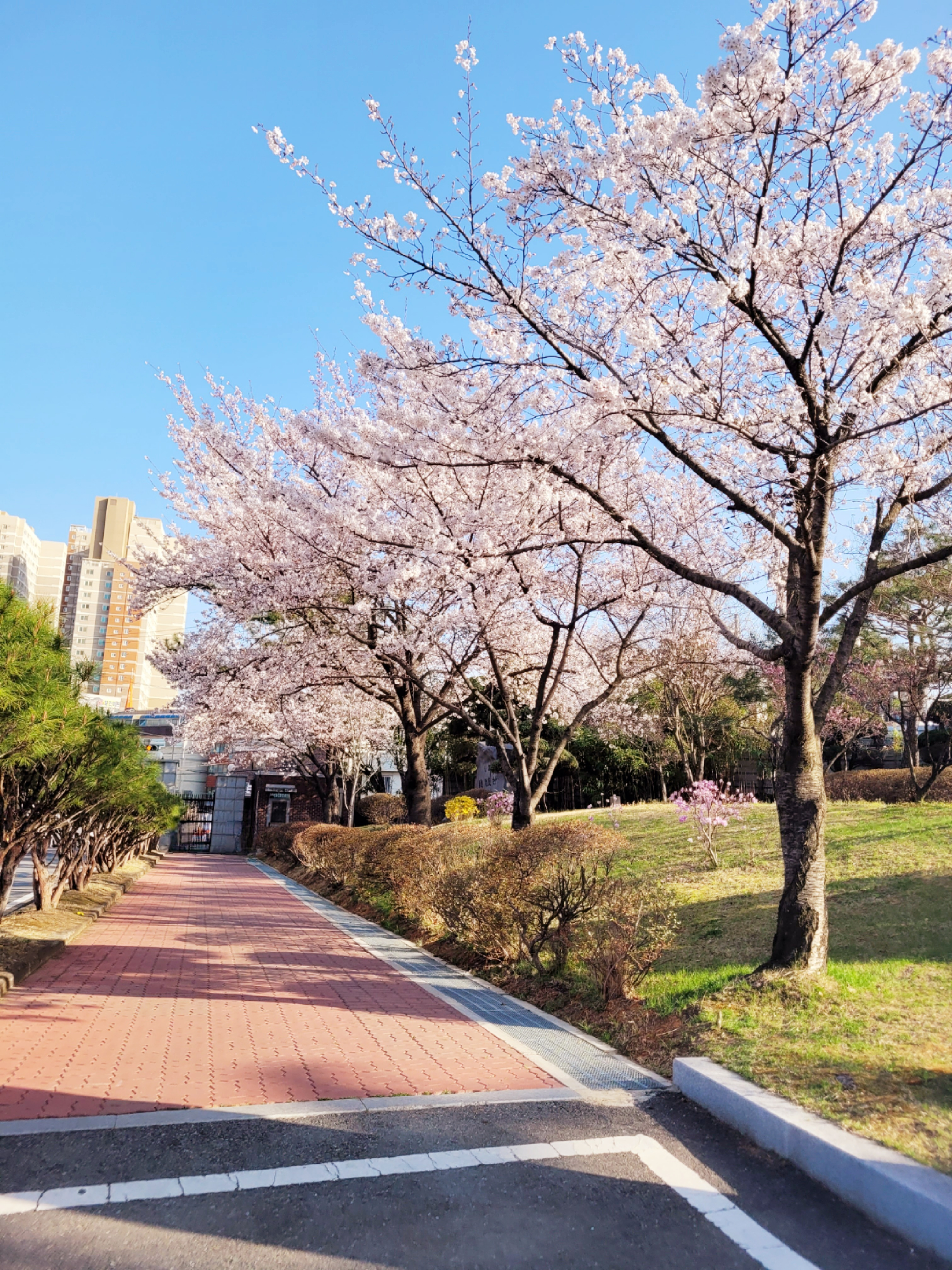
천안고등학교 등하굣길
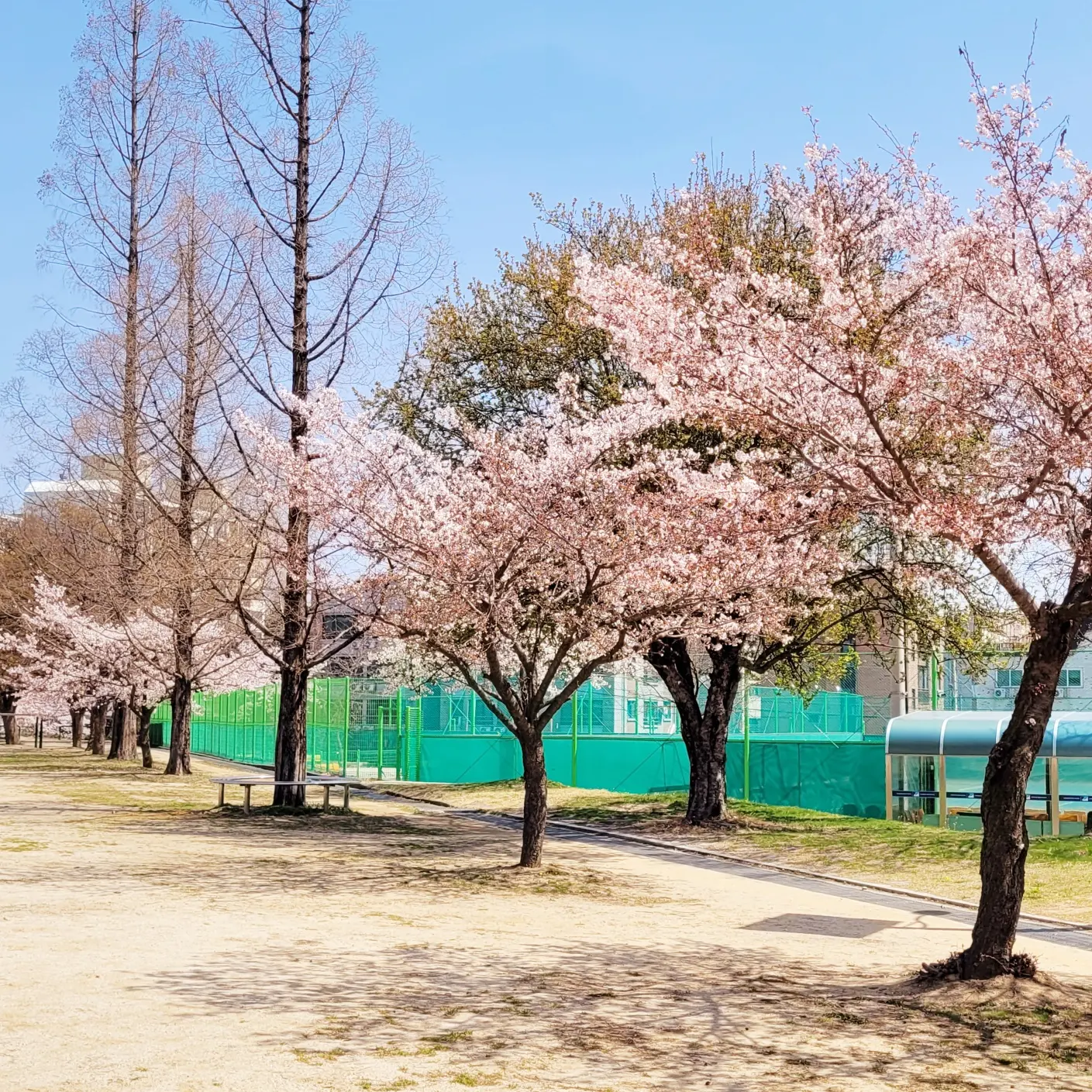
천안고등학교 운동장

## 참고 자료
- 천안고등학교 - 한국교육학술정보원 학교알리미